# 26人のバクー・コミッサール

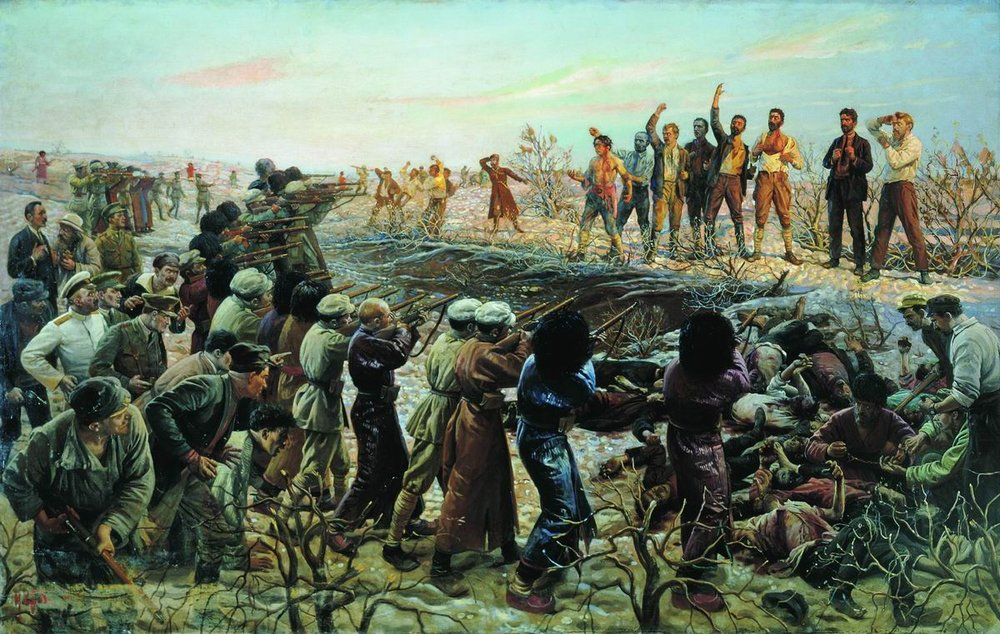
「26人のバクー・コミッサールの処刑」（イサーク・ブロツキー、1925年）
コミッサールらはイギリス軍の立ち合いのもとで銃殺されたように描かれている。

26人のバクー・コミッサール（26にんのバクー・コミッサール、ロシア語: 26 бакинских комиссаров）とは、バクー・コミューン (Бакинская коммуна) のメンバーであったボリシェヴィキと社会革命党左派の党員たちである。
バクーに設立され、ステパン・シャウミャンに率いられたこのコミューンは、1918年6月26日にメンシェヴィキと社会革命党右派に倒されるまで存在した。コミューンの崩壊後、メンバーはバクーを逃れようとしたが、カスピ海艦隊中央委員会独裁政権によって捕らえられ、投獄された。ソ連側の史料によれば、オスマン帝国軍占領下のバクーで、同年9月14日に赤軍の兵士らがコミッサールたちのいる刑務所を襲撃し、彼らを解放した。その後、コミッサールたちはクラスノボツク行きの船に乗り込もうとしたが、ほどなく地元の当局に逮捕され、同月20日にカスピ海横断鉄道沿線で処刑されたという。

## 背景
バクー・コミューン
Бакинская коммуна

バクーにおいてアルメニア人ボリシェヴィキのステパン・シャウミャンの主導でソビエトが発足したのは、ロシア臨時政府の崩壊から1週間後の1917年11月15日のことである。この時に議長に選出されたのはシャウミャンだったが、それはもっぱら彼の人望によるもので、同地のボリシェヴィキは元来強い勢力ではなかった。同月の憲法制定会議選挙におけるボリシェヴィキの支持率は南カフカース全域で4.3パーセント、バクーに絞っても14パーセントに過ぎず、そのうち79パーセントは兵士層からの得票だった。その後に生まれたバクー・コミューンもまた、1918年4月13日に生まれ7月26日に消えた短命な政体だった。コミューンが権力を握ったのはムスリムとの間の流血の争い（三月事件）の後のことであるが、その短い統治機関の間にも、コミューンは食料、物資の不足やオスマン帝国の脅威など、数々の問題に直面することとなった。
発足当時のメンバーは、ボリシェヴィキからシャウミャン（議長兼外務委員）、アリョーシャ・ジャパリゼ（執行委員会議長）、ヤーコフ・ゼヴィン（労働委員）、メシャジ・アジズベコフ（地方長官）、ナリマン・ナリマノフ（都市経済委員）、イヴァン・フィオレトフ（経済委員）、アルタシェス・カリニャン（法務委員）、ナデジュダ・コレスニコヴァ（教育委員）が、社会革命党左派からミル・ガサン・ヴェジロフ（農務委員）とI・スハルツェフ（鉄道・海運・郵政・通信委員）が就任している。
6月には石油産業と商船が国有化され、同月18日には豪農の土地が小作農へ分配された。8時間労働制が導入されて労働者の賃金は増し、成人向けの学校や人民大学も開かれた。また、ロシアの大部分においてボリシェヴィキが敵対者を冷酷に処刑していたのに対し、バクーのボリシェヴィキはさほど厳格ではなかった。チェーカーがバクーで処刑した人間は2人のみである。
その一方でコミューンは軍事的手段によって強引に産業の国有化を行い、「革命にルールはない」というプロレタリア独裁の原則によってそれを正当化した。コミューンは4月に都市部における不動産の私的所有の廃止を決定。家という家が接収され、住民は過密状態の、あるいは安全性に欠ける新居への移住を強いられた。コミューンの代表にはムスリムが1人も含まれていなかった反面、バクーの赤軍は7割がアルメニア人で構成されていた。作家のヴィクトル・セルジュは、当時のバクーでの赤軍の状況について次のように述べている。
6月5日にバクーの赤軍は数で勝るオスマン軍を撃退したが、その後オスマンのイスラーム軍の本拠地であるエリザヴェトポリに無謀な攻撃を行い、3週間でバクーへの撤退を余儀なくされた。7月19日にはツァリーツィンからグリゴリー・ペトロフ率いる騎兵中隊が応援に来たがそれも力及ばなかった。メンシェヴィキ、社会革命党右派、そしてアルメニア人のダシュナク党の勢力はバクーにペルシャ戦線のイギリス軍指揮官であるライオネル・ダンスターヴィル将軍を招き、オスマンから都市を防衛してくれるよう交渉を始めた。ボリシェヴィキ、社会革命党左派とダシュナク党の一部はこれに反対したが、7月25日の議決では賛成259票、反対236票と僅差で敗れ、翌日にボリシェヴィキらはコミューンを辞した。しかしその後、彼らは公金の支出に関して報告書の提出を怠ったことで軍用品を横流しした罪に問われ、メンシェヴィキと社会革命党右派が中心となったカスピ海艦隊中央委員会独裁政権によって捕らえられた。

## 処刑
7月のバクーの戦いの後、コミューンのメンバーはカスピ海沿岸で唯一港がボリシェヴィキの勢力下にあるアストラハンまで脱出を試みた。だが、彼らの船はカスピ小艦隊の妨害を受け、湖の中央で1時間爆撃を受けた挙句に降伏した。ボリシェヴィキの闘士たちのほとんどは刑務所に収監されたが、当時23歳のアナスタス・ミコヤンが率いた特殊部隊が彼らを解放した。
コミューンの面々とペトロフは、ミコヤンとともに海路でアストラハンへ向かおうと8月16日にトルクメン号に乗り込んだ。この船はダシュナク党のゲリラ司令官であるタテヴォス・アミロフ (az) の影響下にあった。だが燃料補給のため船はクラスノヴォツクへの寄港を余儀なくされた。当時のクラスノヴォツクは社会革命党の勢力下にあった。
クラスノヴォツクで、社会革命党のフョードル・フンチコフ率いるアシガバード委員会 (en) と、イギリス軍大佐のバッティンの指令によって、コミッサールらは町の司令官に捕らえられた。3日後に彼らの逮捕を聞き及んだイギリス軍少将のウィルフレッド・マレソン (ru) は、アシガバードのイギリス軍連絡将校であったレジナルド・ティーグ＝ジョーンズ (en) 大尉に対し、コミッサールたちをイギリス軍に引き渡してもらい、彼らをソビエト・ロシアに勾留されているイギリス市民を解放させる人質として利用できないかと提案している。同日、ティーグ＝ジョーンズらはコミッサールらの命運が決するアシガバード委員会の会議に出席した。しかし、何らかの理由でマレソンの要求は伝えられず、加えてティーグ＝ジョーンズは決定が下るまでに会議から退席した。コミッサールらの処刑は決定され、逮捕されていた36人の中から選ばれた25人にゲリラ司令官のアミロフを加えた26人が処刑の対象とされた。処刑リストにはイヴァン・ニコライシヴィリ (az)、イラクリー・メタクサ (ru)、アナトリー・ボグダノフ (az) といった無名の活動家や、誤解で逮捕された臨時雇いのイサイ・ミシネ (az) すらもが載せられたにもかかわらず、ミコヤンやサムソン・カンデラキといった著名なボリシェヴィキは載せられなかった。ミコヤンは単なる料理人見習いを装ってこの選別を逃れたともされるが、正確な事情は明らかにされていない。
逮捕から3日後の9月20日、26人のコミッサールはカスピ海横断鉄道のペレヴァル駅とアフチャ・クイマ駅の間で処刑された。社会革命党のジャーナリストであるヴァジム・チャイキンの1922年の著作では、処刑の瞬間について次のように記述されている。
しかし、チャイキンはこうも語っている。
一方、カスピ海艦隊中央委員会独裁政権の司令官であったラーザリ・ビチェラホフ (ru) は次のように語っている。
ミコヤンの恫喝によって釈放されたコミューンのメンバーは、オスマン軍から逃れて船で港を出た。赤軍の支配下にあったアストラハンへの途上、海軍将校の率いる汽船の船団は、白軍の支配下にあったペトロフスコエに進路を転じた。27人のコミッサールはおよそ600人いた避難民の中に紛れたが、ペトロフスコエへの到着時に軍事防諜局によって行われたパスポートの検査でミコヤンの武器の不法所持が発覚し、彼は一時勾留された。駐屯軍で参謀長と防諜部隊の隊長を兼務していたアレクセイ・マルティノフ少将が、避難民の中に紛れたコミッサールを全員選び出せばミコヤンの罪を見逃す、と取引を持ちかけた。そしてミコヤンはこれに応じ、以後は反政府活動に関わらないことを条件に釈放された。コミッサールは全員が死刑を宣告された。

## 26人のコミッサール

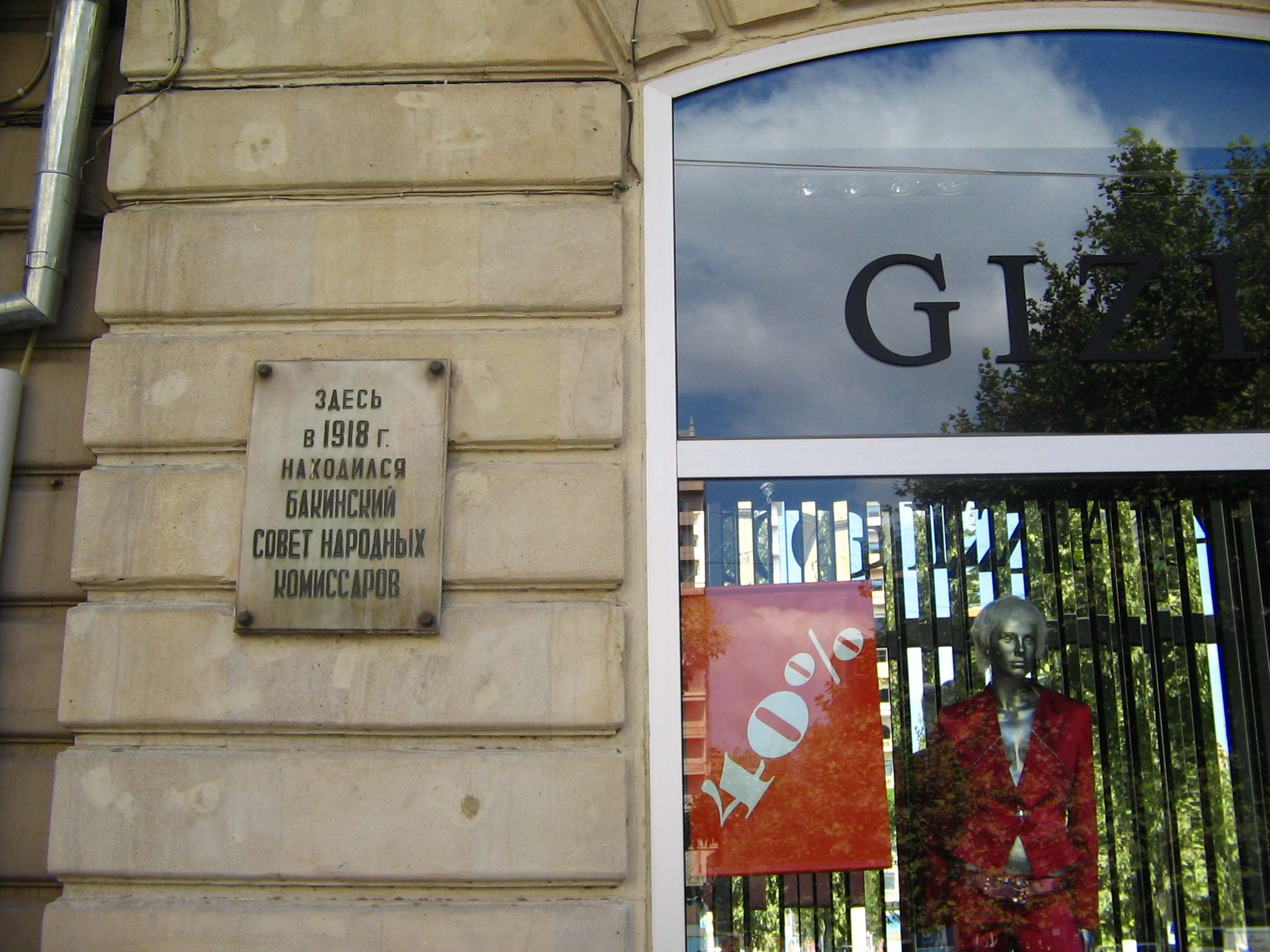
バクー人民委員会跡地（2005年）

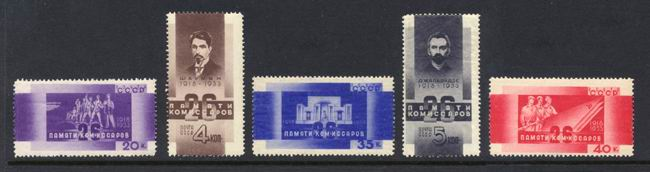
記念切手の数々（1933年）

| 姓名                              | 身分                                   | 民族               |
| --------------------------------- | -------------------------------------- | ------------------ |
| バグダサル・アヴァキャン          | 軍司令官                               | アルメニア人       |
| メシャジ・アジズベコフ            | 内務副委員・地方長官                   | アゼルバイジャン人 |
| アルセン・アミリャン              | 『バキンスキー・ラボーチー』編集長     | アルメニア人       |
| タテヴォス・アミロフ (az)         | アミリャンの弟・騎兵部隊司令官         | アルメニア人       |
| ミル・ガサン・ヴェジロフ          | 農務委員                               | アゼルバイジャン人 |
| スレン・オセピャン                | 新聞編集者                             | アルメニア人       |
| イヴァン・ガブィシェフ (ru)       | 大隊政治将校                           | ロシア人           |
| マルク・コガノフ (az)             | 軍事革命委員会 (en) メンバー           | ユダヤ人           |
| アラム・コスタンジャン (az)       | 農務副委員                             | アルメニア人       |
| グリゴリー・コルガノフ            | 軍事委員                               | アルメニア人       |
| アリョーシャ・ジャパリゼ          | 執行委員会議長・内務・食料委員         | グルジア人         |
| ステパン・シャウミャン            | 議長・外務委員                         | アルメニア人       |
| ヤーコフ・ゼヴィン                | 労働委員                               | ユダヤ人           |
| フョードル・ソンツェフ            | 軍司令官                               | ロシア人           |
| イヴァン・ニコライシュヴィリ (az) | ジャパリゼの護衛                       | グルジア人         |
| メール・バシン                    | 軍事革命委員会メンバー                 | ユダヤ人           |
| イヴァン・フィオレトフ            | 経済委員                               | ロシア人           |
| グリゴリー・ペトロフ              | 軍事委員                               | ロシア人           |
| エイジェン・ベルク                | 水兵                                   | ラトビア人         |
| アナトリー・ボグダノフ (az)       | 事務員                                 | ユダヤ人           |
| ソロモン・ボグダノフ (ru)         | アナトリーの兄・軍事革命委員会メンバー | ユダヤ人           |
| アルメナク・ボリヤン (ru)         | 新聞編集者                             | アルメニア人       |
| ウラジーミル・ポルヒン            | 軍司令官                               |                    |
| イヴァン・マルィギン              | 軍事委員                               | ロシア人           |
| イサイ・ミシネ (az)               | 軍事革命委員会秘書                     | ユダヤ人           |
| イラクリー・メタクサ (ru)         | シャウミャンの護衛                     | ギリシャ人         |

## 影響
ソ連当局は後にこの処刑におけるイギリスのエージェントの行為を非難した。やがてボリシェヴィキがカスピ海全域で支配を取り戻した際には、処刑の責任者であったフンチコフは投獄された。フンチコフはイギリスに全責任があると非難し、ティーグ＝ジョーンズが自分にコミッサールの処刑を命じたと主張した。しかしフンチコフは裁判の末に1926年にバクーで銃殺された。イギリス政府は、地元の当局が行ったことについては一切関知していないとして事件への関与を否定した。一方でソ連側の史料によれば船にはコミッサールとともに2人のイギリス軍将校が乗っており、彼らが船の燃料を不足させ、その行先をアストラハンからクラスノヴォツクに変更させたのだという。この事件は英ソ関係を悪化させ、以降数年間両国の対立姿勢は続いた。
ソ連はこの26人の死を顕彰し、映画、絵画、切手などの題材とした。セルゲイ・エセーニンは1925年に「26人のバラード」と題した詩を発表し 、イサーク・ブロツキーも同年に事件を題材にして「26人のバクー・コミッサールの処刑」を描いた。アルメン・チグラニャンは1936年にコミッサールに捧げた「流血の夜」(Кровавая ночь) を作曲した。

### 記念碑

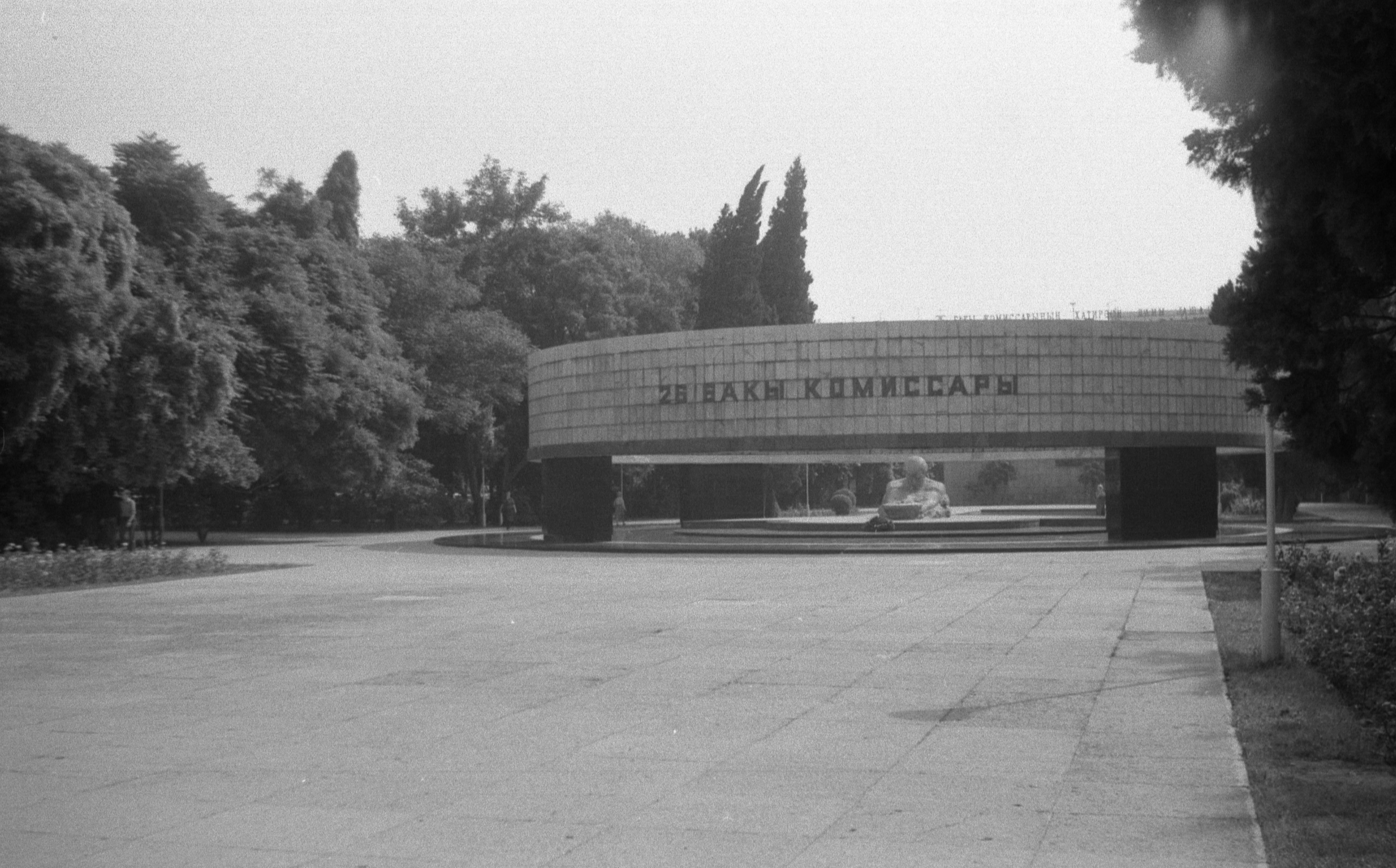
撤去される以前の記念碑（1987年）

犠牲者たちの遺体は1920年9月に全ロシア中央執行委員会特別委員会とチェーカーの監視下で地面の穴から発見され、それは中央執行委員会、共産党中央委員会、そして人民委員会議に報告された。彼らはバクーに運ばれて丁重に埋め直された。その場所は「26人のバクー人民委員広場」として知られるようになった。1958年にはそこに広場が作られ、1968年には記念碑も建てられた。
記念碑は後にアゼルバイジャンの著名な政治家となるアレスケル・フセイノフによってデザインされた。大きな広場の中心に地面から上半身を出した男の石像が置かれ、その像は消えることのない炎を抱える（とはいえ後に火は消されたが）。そして像の上には殺されたコミッサールの名が刻まれた巨大な石の輪が浮かべられる、という大がかりな記念碑だった。だがソビエト連邦の崩壊後に碑文はすべて削り取られた。コミッサールに捧げられたその他のアゼルバイジャンの建造物はほぼすべて破壊され、彼らにちなんで名付けられた通りの名もほとんどが改称された。

## 消えた遺体
記念碑は2008年7月からフェンスで囲まれていたが、2009年1月にバクー当局は記念碑の解体を開始した。解体は地元の左翼勢力、特に共産党によって反対された。だが、コミッサールの遺体はキリスト教、イスラーム教、ユダヤ教の聖職者らの協力を得て改葬され、同月26日にホヴサンの墓地に葬られた。アルメニア側はこの改葬について、ナゴルノ・カラバフ戦争の最中にアルメニア人の遺体がアゼルバイジャンの中心に埋まっていることに対する拒否感からの行動である、として不快感を表明した。
この時、とあるスキャンダルが持ち上がっている。改葬のために地面を掘り起こしたところ、遺体は23体しか確認できなかった。そして消えた3体の中にはシャウミャンのものも含まれていた。アゼルバイジャンのメディアは、これをシャウミャンらアルメニア人のコミッサールが逃亡した証拠であると報道した。この疑惑についてモスクワ在住のシャウミャンの孫娘は、1930年代と1980年代にアゼルバイジャン共産党の指導層がシャウミャンを「アゼルバイジャン人民の敵」と見なして何かしら行った可能性を示唆した。